# Kuoperjaure
Kuoperjaure är en sjö i Kiruna kommun i Lappland och ingår i Kalixälvens huvudavrinningsområde. Sjön har en area på 0,539 kvadratkilometer och ligger 1 166,7 meter över havet. Sjön avvattnas av vattendraget Kuoperjåkka.

## Delavrinningsområde
Kuoperjaure ingår i det delavrinningsområde (753596-160638) som SMHI kallar för Mynnar i Kalixälvens vattendragsyta. Medelhöjden är 1 295 meter över havet och ytan är 34,59 kvadratkilometer. Det finns inga avrinningsområden uppströms utan avrinningsområdet är högsta punkten. Kuoperjåkka som avvattnar avrinningsområdet har biflödesordning 2, vilket innebär att vattnet flödar genom totalt 2 vattendrag innan det når havet efter 441 kilometer. Avrinningsområdet består mestadels av kalfjäll (84 procent). Avrinningsområdet har 0,54 kvadratkilometer vattenytor vilket ger det en sjöprocent på 1,6 procent. Delavrinningsområdet täcks till 14,06 procent av glaciärer, med en yta av 4,8675 kvadratkilometer.